# San Pedro (Montes de Oca)
San Pedro è un distretto della Costa Rica, capoluogo del cantone di Montes de Oca, nella provincia di San José.